# Satellite Award
A Golden Satellite Award (vagy Satellite Award) egy évente átadásra kerülő filmes díj, melyet az International Press Academy (IPA) szervezet ad át televíziós- és mozifilmek, szereplőik és alkotóik számára. A gálát minden évben a Los Angeles-i Century Cityben található InterContinental Hotelben tartják meg.

## Kategóriák

### Mozifilmek
- Legjobb színész – dráma kategória
- Legjobb színész – zenés film, vígjáték kategória
- Legjobb színésznő – dráma kategória
- Legjobb színésznő – zenés film, vígjáték kategória
- Legjobb animációs film
- Legjobb díszlet
- Legjobb szereposztás (2004–től)
- Legjobb vágás
- Legjobb jelmez
- Legjobb rendező
- Legjobb dokumentumfilm
- Legjobb film – dráma kategória
- Legjobb film – zenés film, vígjáték kategória
- Legjobb idegen nyelvű film
- Legjobb eredeti filmzene
- Legjobb eredeti betétdal
- Legjobb forgatókönyv adaptáció
- Legjobb eredeti forgatókönyv
- Legjobb hang (1999-től)
- Legjobb férfi mellékszereplő (2006–tól)
- Legjobb férfi mellékszereplő – zenés film, vígjáték (1996–2005)
- Legjobb férfi mellékszereplő – dráma (1996–2005)
- Legjobb női mellékszereplő (2006–tól)
- Legjobb női mellékszereplő – dráma (1996–2005)
- Legjobb női mellékszereplő – zenés film, vígjáték (1996–2005)
- Legjobb vizuális effektek

### Televíziós műsorok
- Legjobb színész – dráma sorozat
- Legjobb színész – zenés, vígjáték sorozat
- Legjobb színész – minisorozat vagy tévéfilm
- Legjobb színésznő – dráma sorozat
- Legjobb színésznő – zenés, vígjáték sorozat
- Legjobb színésznő – minisorozat vagy tévéfilm
- Legjobb szereposztás (2005–től)
- Legjobb televíziós sorozat – dráma sorozat
- Legjobb televíziós sorozat – zenés, vígjáték sorozat
- Legjobb minisorozat vagy tévéfilm (1996–1998)
- Legjobb minisorozat (1999–től)
- Legjobb tévéfilm (1999–től)
- Legjobb férfi mellékszereplő sorozatban, tévéfilmben (2001–től)
- Legjobb női mellékszereplő sorozatban, tévéfilmben (2001–től)

## Különdíjak
- Auteur Award (2005–)
- Mary Pickford-díj (1996–)
- Nikola Tesla-díj (2002–)
- Humanitárius-díj (2010–2012, 2014–)
- Kiemelkedő új tehetség (1996–2013, 2016–)